# 伊野村
伊野村（いのむら）は、島根県八束郡にあった村。現在の出雲市野郷町、美野町、地合町にあたる。

## 地理
- 海洋：日本海[1]
- 湖沼：宍道湖[1]
- 河川：伊野川[1]

## 歴史
- 1889年（明治22年）4月1日、町村制の施行により、秋鹿郡野郷村、美野村、地合浦が合併して村制施行し、伊野村が発足[1][2]。
- 1896年（明治29年）4月1日、郡の統合により八束郡に所属[2]。
- 1960年（昭和35年）4月1日、平田市に編入され廃止[1][2]。

## 産業
- 農業、瓦、木製品、ワラ製品、畳表[1]